# Didonia
Didonia is een geslacht van schimmels uit de orde Helotiales. De familie is nog niet met zekerheid bepaald (incertae sedis).

## Soorten
Volgens Index Fungorum telt het geslacht zeven soorten (peildatum februari 2022):
| Soortnaam          | Auteur(s) | Publicatiejaar |
| ------------------ | --------- | -------------- |
| Didonia betulina   | Velen.    | 1947           |
| Didonia carlinae   | Velen.    | 1934           |
| Didonia carpinacea | Velen.    | 1947           |
| Didonia crataegi   | Velen.    | 1934           |
| Didonia juniperina | Velen.    | 1934           |
| Didonia picea      | Velen.    | 1934           |
| Didonia quercina   | Velen.    | 1934           |